# 헤더 (축구)

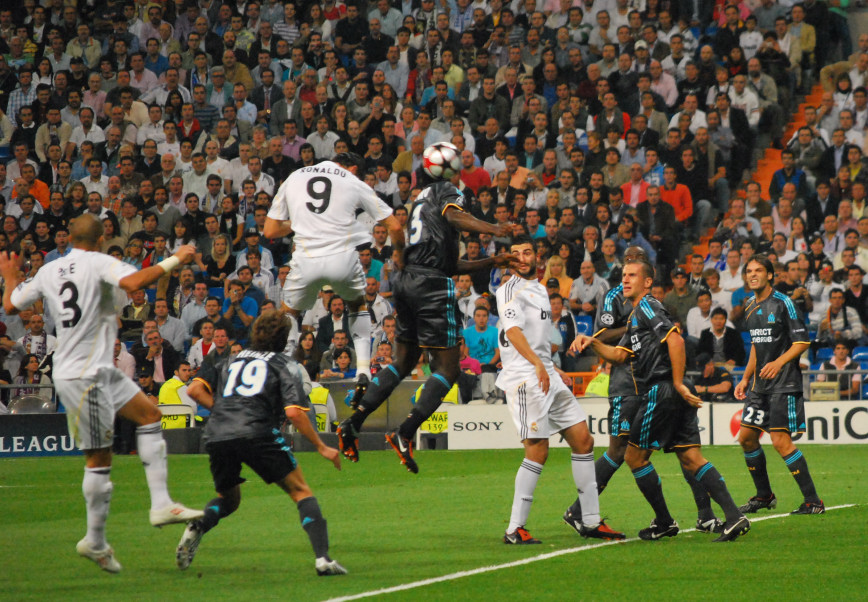
2009–10 UEFA 챔피언스 리그 경기 중 올랭피크 드 마르세유와의 경기에서 헤더하는 크리스티아누 호날두 (흰색옷, 9번).

헤더(영어: header, 문화어: 머리받기) 또는 헤딩(영어: heading)은 주로 축구 또는 풋살, 족구에서 머리를 이용하여 컨트롤, 슛, 패스 등을 목적으로 공을 다루는 행위이다.

## 개요
헤더를 할 때는 주로 이마를 활용한다. 공이 높은 공중에 있을 때 필드 위의 선수는 손으로 공을 만질 수 없기 때문에 헤더가 유리하고 유용한 방법이며 이로 인해 주로 키가 크거나 점프력이 좋은 선수들이 헤더를 하는데 더욱 유리하다. 그러나 키가 크다고 무조건 헤더를 잘하는 것은 아니다. 헤더를 잘 하기 위해선 점프력 외에도 위치선정 능력과 자신감이 있어야 하며, 공에 대한 두려움이 없어야 헤더를 하는데 더욱 유리하다. 또한 낙하하거나 날아오는 공에 정확하게 이마를 갖다 댈 수 있도록 타이밍을 맞추는 것도 역시 중요하다.

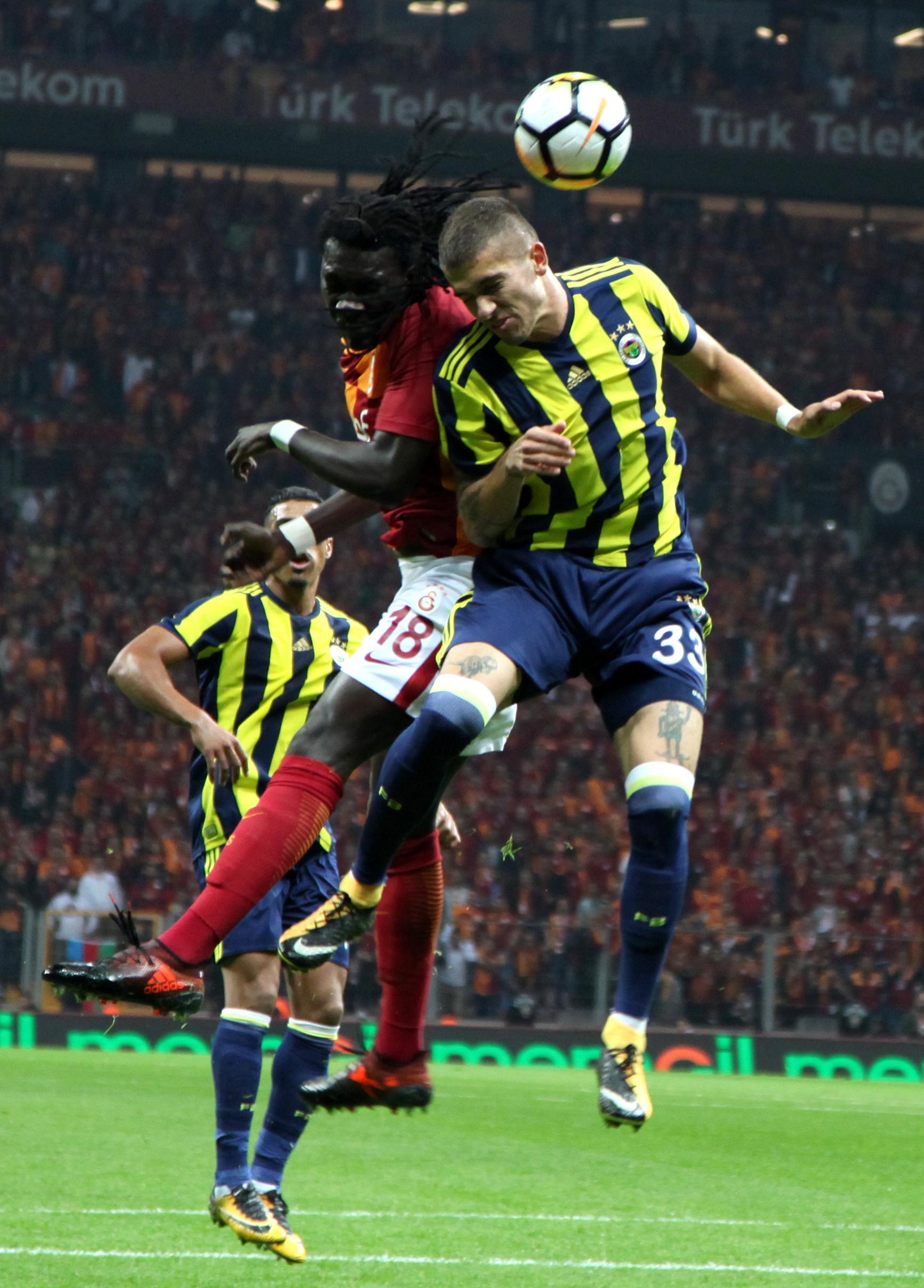
헤더하며 볼 경합을 하는 선수들

대부분의 헤더 골은 크로스로부터 시작되며 골키퍼가 가장 막기 까다로운 슛이 헤더슛이다. 이는 골키퍼가 상대 선수의 발과 다리의 방향 또는 상태를 보고 슛팅의 방향을 어느 정도 예측할 수 있는 반면 헤더슛은 둥근 머리로 하는 슛이기 때문에 방향 예측을 하기 어렵기 때문이다. 이러한 이유로 자책골도 동료선수의 헤더로부터 많이 발생한다.
또한 골키퍼는 같은팀 선수가 발로 패스한 공을 손으로 잡을 수 없는데 같은 팀 선수가 헤더나 발이 아닌 부위로 패스를 했다면 손으로 잡아도 무방하다.
축구 경기 중에 선수는 평균적으로 6~12번 헤딩을 할 수 있다고 한다.

## 종류
방법에 따라 스탠딩 헤더(standing header), 다이빙 헤더(diving header), 점핑 헤더(jumping header), 발리 헤더(volley header), 스파이크 헤더(spike header), 터닝 헤더(turning header), 백워드 헤더(backward header) 등으로 나눌 수 있다.

## 같이 보기
- 신의 손
- 코너킥

### 참고주
1. ↑  “TECHNIQUE – HEADING”. 2016년 2월 16일에 원본 문서에서 보존된 문서. 2016년 2월 14일에 확인함.
2. ↑  “Attacking Header”. 《Talkfootball》. 2016년 2월 14일에 확인함.
3. ↑  Rodrigues, Ana Carolina; Lasmar, Rodrigo Pace; Caramelli, Paulo (2016년 3월 21일). “Effects of Soccer Heading on Brain Structure and Function”. 《Frontiers in Neurology》 7: 38. doi:10.3389/fneur.2016.00038. ISSN 1664-2295. PMC 4800441. PMID 27047444.